# لامپونگ
لامپونگ (به اندونزیایی: Lampung) یک استان در اندونزی است که در جنوبغربی این کشور واقع شده‌است.

## خصوصیات
لامپونگ ۳۵٬۳۷۶ کیلومترمربع مساحت و ۷٬۹۷۲٬۲۴۶ نفر جمعیت دارد.

## تقسیمات
- West Lampung
- South Lampung
- Central Lampung
- East Lampung
- North Lampung
- Way Kanan
- Tanggamus
- Tulang Bawang
- Pesawaran
- Pringsewu
- West Tulangbawang
- Mesuji

## نگارخانه

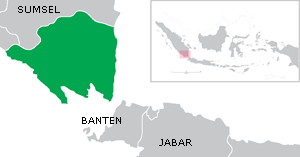
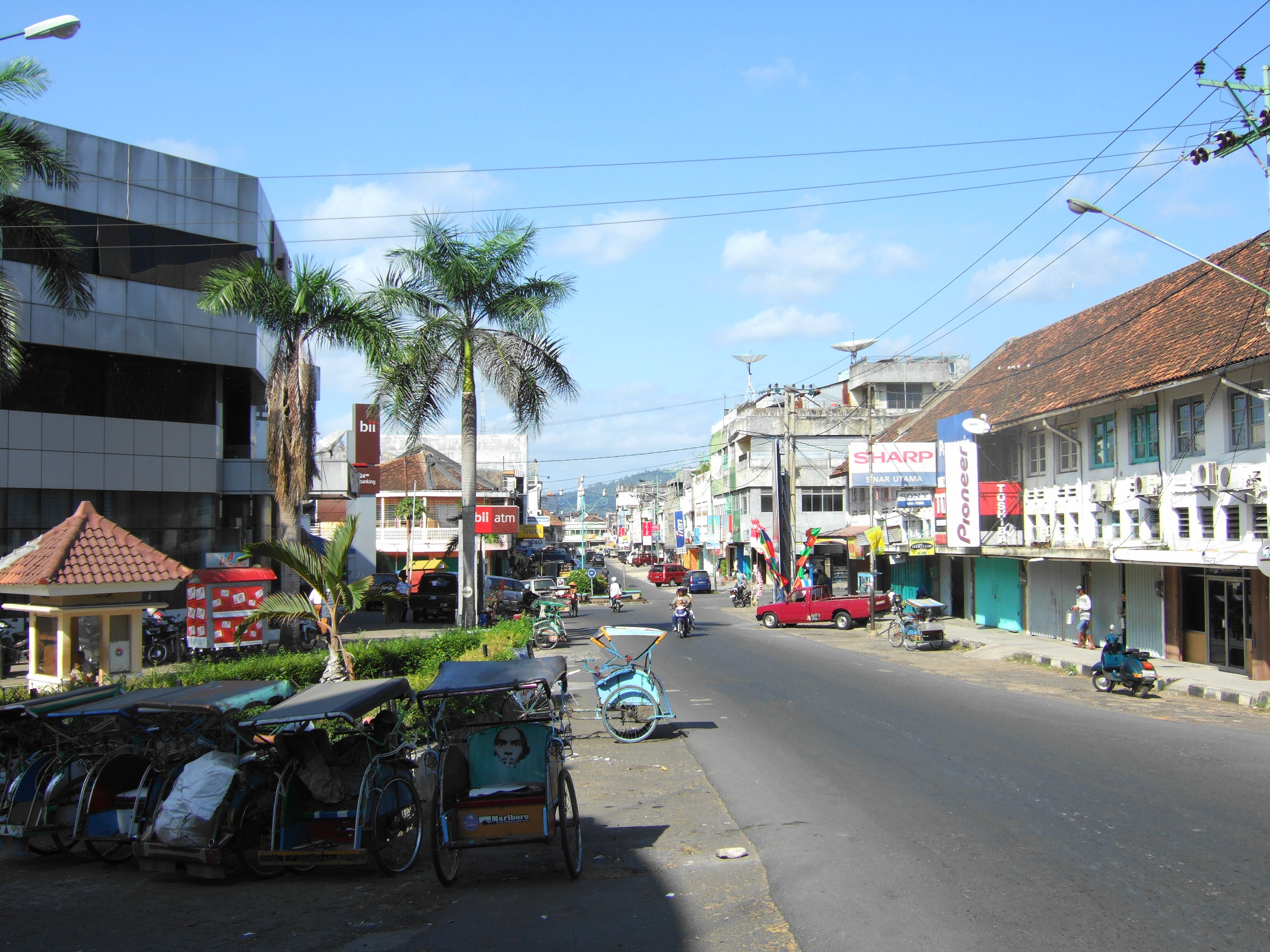
خیابان Ikan Hiu در شهر باندار لامپونگ